# Lytrosis
Lytrosis es un género de lepidópteross geométridos de la subfamilia Ennominae.
Especies
- Lytrosis heitzmanorum Rindge, 1971
- Lytrosis permagnaria (Packard, 1876)
- Lytrosis sinuosa Rindge, 1971
- Lytrosis unitaria (Herrich-Schäffer, 1854)